# Cantone di Blâmont
Il Cantone di Blâmont era una divisione amministrativa dell'arrondissement di Lunéville.
È stato soppresso a seguito della riforma complessiva dei cantoni del 2014, che è entrata in vigore con le elezioni dipartimentali del 2015.
Comprendeva i comuni di:
- Amenoncourt
- Ancerviller
- Autrepierre
- Avricourt
- Barbas
- Blâmont
- Blémerey
- Buriville
- Chazelles-sur-Albe
- Domèvre-sur-Vezouze
- Domjevin
- Emberménil
- Fréménil
- Frémonville
- Gogney
- Gondrexon
- Halloville
- Harbouey
- Herbéviller
- Igney
- Leintrey
- Montreux
- Nonhigny
- Ogéviller
- Réclonville
- Reillon
- Remoncourt
- Repaix
- Saint-Martin
- Vaucourt
- Vého
- Verdenal
- Xousse